# 500 lire "Flora e Fauna" - II emissione
Le 500 lire Flora e Fauna sono una moneta commemorativa la cui emissione fu autorizzata con D.M.T. 2 giugno 1992. Si tratta di una moneta in argento del valore nominale di 500 lire dedicata alla flora ed alla fauna italiane da proteggere e salvare. Tale moneta rappresenta la seconda emissione all'interno della serie dedicata a tale tema.

## Dati tecnici
Al dritto è raffigurato un profilo muliebre a sinistra con elementi della flora e della fauna italiana fra le chiome, il tutto inscritto in un quadrato, a simboleggiare protezione; lungo il bordo inferiore del quadrato si trova la firma dell'autrice COLANERI, in basso in giro è scritto "REPUBBLICA ITALIANA".
Al rovescio al centro composizione con elementi di flora e fauna entro un quadrato; all'esterno, lungo i quattro lati, vi sono i simboli alchemici dei quattro elementi. A sinistra e a destra si trovano, rispettivamente, il segno di zecca R e la data, mentre l'indicazione del valore è posta in basso.
Nel contorno: in rilievo, "R.I." fra stella e lauro per tre volte
Il diametro è di 32 mm, il peso: 15 g e il titolo è di 835/1000
La moneta è presentata nella duplice versione fior di conio e fondo specchio, rispettivamente in 43.000 e 8.500 esemplari.
Questa moneta è stata eletta moneta dell'anno fra quelle del 1992 dai lettori del World Coins News negli Stati Uniti.